# فلوریان (فیلم)
فلوریان (انگلیسی: Florian) یک فیلم عاشقانه درام آمریکایی است که در سال ۱۹۴۰ منتشر شد.

## بازیگران
- رابرت یانگ
- هلن گیلبرت
- چارلز کوبرن
- لی بومن
- رجینالد اوئن در نقش فرانتس یوزف یکم
- لوسیل واتسون
- ایرینا بارونووا
- رند بروکس
- سکه ساکال
- ویلیام بی. دیویدسون
- جرج اروینگ
- چارلز یودلز
- آدریان موریس
- جرج لوید
- تاینی سندفورد